# Batalla de l'Arar
La batalla de l'Arar, lluitada el 58 aC, va ser una de les primeres batalles de la Guerra de les Gàl·lies.

## Antecedents
Els helvecis (que es trobaven entre el llac de Constança, el Roine, la Serralada del Jura, el Rin i els Alps) tenien la intenció d'emigrar i ocupar la part occidental de la Gàl·lia tot creuant la província romana de la Gàl·lia Narbonesa. El pas de tot un poble pels dominis romans produiria un enorme dany i podria empènyer els al·lòbroges a revoltar-se contra la dominació romana. A més, els territoris abandonats pels helvecis podrien ser ocupats pels pobles germànics, convertint-se en perillosos veïns.
Els helvecis, que es volien dirigir al país dels santons a la Garona, només podien sortir dels seus territoris per dues vies; una d'elles portava al Roine des de la regió de Ginebra a través del país dels Al·lòbroges. Els helvecis van triar aquesta i van travessar el Roine per un pont prop de Ginebra. Cèsar diu que els helvecis eren a Ginebra un 28 de març i demanaven pas lliure als al·lòbroges que dominaven Ginebra. Juli Cèsar, procònsol a la Gàl·lia Cisalpina i a Provincia (la futura Gàl·lia Narbonense), en aquell moment era a Roma -on només tenia la Legió X Gemina- i en tenir notícia dels moviments helvecis va anar a Ginebra on va ordenar destruir el pont que els helvecis encara no havien travessat.
Els helvecis van demanar pas lliure, però Cèsar, amb el precedent d'un exèrcit romà derrotat en la batalla de Burdigala el 107 aC, a la qual van morir el cònsol Luci Cassi Longí i el general Luci Calpurni Pisó, va negar el permís, però va dir que ho consideraria abans del 13 d'abril; en aquests pocs dies Cèsar va intentar organitzar totes les seves forces mobilitzant més homes i va construir una muralla al sud del Roine d'uns 30 km de llarg i uns 5 metres d'alçada, amb torres tot al llarg.
El dia 13 va negar el permís als helvecis definitivament i aquests no van trigar a intentar creuar la muralla construïda a correcuita per Cèsar; van travessar el riu amb barques i armadies, i van atacar la muralla de vegades de dia i altres de nit, però sempre foren rebutjats. Així que els helvecis van haver de buscar un altre camí. La segona via passava pel país dels sèquans, era un estret pas entre la Serralada del Jura i el Roine. Amb la mediació del príncep edu Dumnorix, el permís els fou atorgat pels sèquans.
Cèsar va deixar encarregat de la vigilància del mur a Tit Labiè amb la Legió X Gemina i va anar al nord d'Itàlia a buscar tropes de reforç, reclutant dues legions, i en va portar les tres legions veteranes que havia fet estacionar a Aquileia (Legió VII Claudia, Legió VIII Augusta i la Legió IX Hispana), i amb aquestes forces va passar els Alps pel país dels voconcis, va creuar l'Isara entrant al territori dels al·lòbroges on va travessar el Roine cap al país dels segusiaves, la capital dels quals era Lugdúnum i tenien una part del seu territori a l'angle entre l'Arar i el Roine.

## Batalla

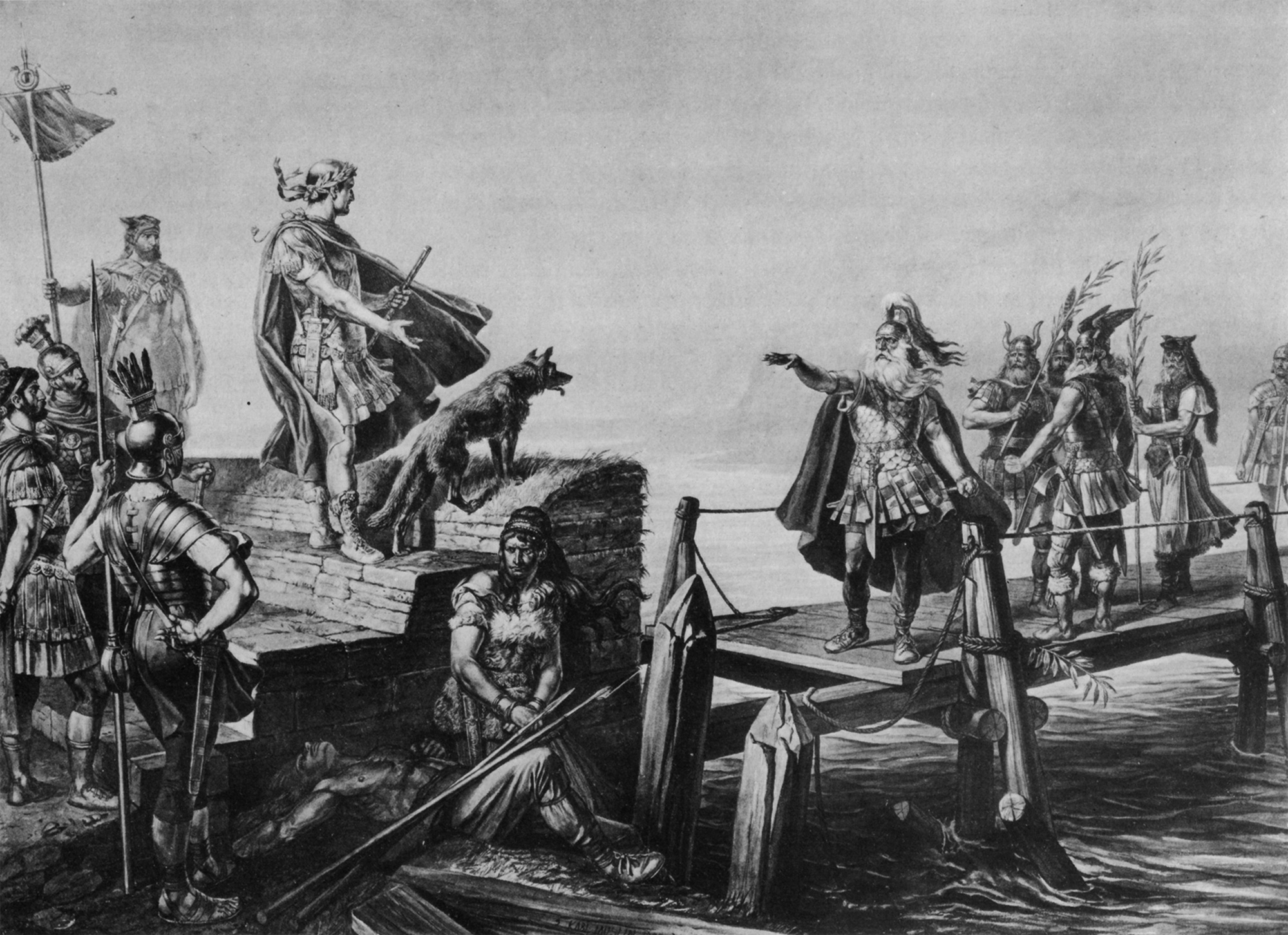
Divicó i Juli Cèsar parlamenten després de la victòria romana

Els helvecis creuaven l'Arar amb barques i quan tres quartes parts ja ho havien aconseguit, la quarta part que restava, els tigurins (la tribu que havia derrotat un exèrcit romà a la batalla de Burdigala, a la qual van morir el cònsol Luci Cassi Longí i el general Luci Calpurni Pisó, avi del sogre de Cèsar) fou atacada per Cèsar, sent derrotats, i els que es van escapar es van amagar al bosc.

## Conseqüències
Els helvecis, preocupats per la derrota dels tigurins i la velocitat amb què Cèsar havia construït el pont (un dia), van enviar una delegació encapçalada per Divicó, vencedor de la batalla de Burdigala, qui va oferir acceptar les terres que Cèsar els assignés a canvi de la pau, però Cèsar va exigir ostatges i que se satisfessin les peticions d'hedus i al·lòbroges. Divicó, en considerar-les injustes, va rebutjar les sol·licituds i la marxa dels helvecis va continuar cap al nord uns altres 14 dies.
Cèsar va mirar d'alentir la marxa de l'enemic enviant-hi 4.000 genets, fonamentalment hedus comandats per Dumnorix, els quals foren derrotats per la rereguarda dels helvecis -d'uns 500 genets- a causa de la poca voluntat dels gals a combatre per les relacions amistoses de Dumnorix amb els helvecis. Més tard, Dumnorx va ser indultat per César per l'amistat que sentia cap al seu germà Diviciac, i el temor que si s'hagués executat, Diviciac podia fer front als romans. Després de 14 dies de persecució, Cèsar es va enfrontar a l'enemic prop de Bibracte, on va vèncer els helvecis i els seus aliats, dels que només van sobreviure 130.000 persones, d'un total inicial de 368.000.